# Бийоар, Луи
Луи Бийоар, шевалье де Керлерек (27 июня 1704 — 8 сентября 1770) — кадровый французский военно-морской офицер с 25-летним стажем, который был назначен губернатором французской колонии Луизиана с 1753 по 1763 год. Бывший губернатор Луизианы Пьер Франсуа де Риго, маркиз де Водрей-Каваньяль, был выдвинут на пост губернатора Новой Франции.

## Биография
Родился 27 июня 1704 года в городке Кемпер (департамент Финистер, Бретань), в дворянской семье Кийома Бийуара, сьера де Кервасегана и Луизы де Лансульен. Он женится 1 марта 1738 года, в часовне Бот-эн-Кимерш, на Мари Жозеф дю Бот де Лок’ан, от которой у него будет несколько сыновей.
По приказу Антуана Франсуа Гондрина де Пардальяна, маркиза д’Антена, который командовал эскадрой из 26 кораблей, пришедших из Бреста в Вест-Индию в начале Войны за австрийское наследство, он был прапорщиком на Арденте и был ранен в бою в 1740 году, затем в 1746 году стал первым лейтенантом на «Нептуне», принимал участие в боях экспедиции герцога д’Анвиля по отвоеванию Луисбурга (Новая Франция и Пор-Рояль) (Акадия), 15 и 17 августа, также 29 октября 1746 года, что принесло ему Рыцарский крест ордена Святого Людовика. Он также принимал участие по приказу маркиза де л’Эстендюэра в бою 21 октября 1747 года, где он принимает командование после смерти капитана и его заместителя, сдав корабль только после шести часов ожесточенного боя и с 300 выведенными из строя людьми; он сам был серьёзно ранен в одну ногу. Получив звание капитана в результате этого подвига, он стал бригадным генералом королевской армии и был назначен губернатором французской Луизианы.
В конце 1750-х годов, во время Семилетней войны, он вступил в конфликт с другими официальными лицами, и трое из них были отозваны во Францию. В конечном итоге они заручились поддержкой правительства, которое отозвало Керлерека в 1763 году и изгнало его из Парижа на год. Он был реабилитирован и последние годы жизни оставался в Париже.

## Колониальная карьера
Керлереку пришлось бороться в большей, чем обычно, изоляции во время своего правления, поскольку французское правительство было погружено в ведение Семилетней войны (1756—1763) в Европе. Это усугубляло трудности сообщения на корабле, путешествие по которому занимало недели. Кроме того, правительство вело войну в Северной Америке, известную как война между французами и индейцами, и изо всех сил пыталось сохранить свои союзы с некоторыми индейскими племенами против британцев. Керлерек принял меры предосторожности, чтобы защитить маленькую французскую колонию от возможного британского нападения, возведя частокол вокруг Нового Орлеана, перестроив батарею на английском повороте на реке Миссисипи и поставил на якорь старый корабль в устье реки на побережье Мексиканского залива. Его могли затопить, чтобы предотвратить заход английских кораблей. Однако запрос Керлерека о дополнительных войсках остался без ответа.
Маркиз Керлерек ужесточил дисциплину над войсками, уже дислоцированными в колонии. Во время его губернаторства отношения между орденами иезуитов и капуцинов в колонии были натянутыми, и местные индейские племена угрожали перейти на сторону британцев, если им не будут предоставлены дополнительные припасы и торговые товары. Керлерек пытался нанять швейцарских наемников для обороны, но комиссар Винсент де Рошмор отказался платить за них. Это было одним из нескольких публичных разногласий, которые у них были.
После нескольких лет отсутствия сообщений или припасов из Франции колония узнала, что Франция уступила Луизиану испанцам в результате франко-индейской войны, и чтобы избежать принуждения к передаче контроля Великобритании, которая победила Франция. У Керлерека и Рошмора было много публичных ссор; последний обвинил Керлерека в краже денег из казны колонии и в диктаторских действиях. Керлерек приказал Рошемору и двум союзникам (казначею и контролеру Жану Батисту д’Эстрехану и Антуану Филиппу де Мариньи) выехать во Францию, но им удалось настроить правительство против него. Маркиза Керлерека отозвали во Францию и бросили в тюрьму в 1763 году. Он был выслан из Парижа в 1769 году, но год спустя был реабилитирован. Затем Керлерек вернулся в Париж, где и умер в 1770 году.

## Наследие
Улица в 7-м районе Нового Орлеана названа в честь Керлерека. Он идет от улицы Шартр в районе Фобур-Мариньи на север до улицы Доргенуа. Из-за событий, произошедших за прошедшие годы, дорога «разбита» и не проходит прямо по своему первоначальному курсу.